# Brigitte Brüning
Brigitte Brüning ist eine ehemalige deutsche Basketballspielerin.

## Leben
Brüning spielte für den SC Chemie Halle, mit dem sie 1969 das Endspiel des Europapokals der Landesmeister erreicht, dort jedoch Riga unterlag. Sie wurde insgesamt 100 Mal in die Nationalmannschaft der Deutschen Demokratischen Republik berufen. 1966 gewann sie in Rumänien die Bronzemedaille bei der Europameisterschaft, ein Jahr später wurde sie mit der DDR-Auswahl Vierte der Weltmeisterschaft. Sie nahm ebenfalls an den EM-Turnieren 1968 und 1972 teil.